# Llista d'asteroides
Aquesta és una llista per a planetes menors numerats, que componen el catàleg d'asteroides del Minor Planet Center (MPC, Centre de Planetes Menors), de la divisió F de la Unió Astronòmica Internacional, agrupats en taules.
El 19 de maig de 2019, el Minor Planet Center va catalogar 541.128 planetes menors numerats (dels quals només n'hi ha 21.922 amb nom) i 253.704 no numerats, que sumen un total de 794.832 òrbites conegudes.
La llista inclou tots els objectes del sistema solar que no són planetes, satèl·lits o cometes. Cinc cossos d'aquesta llista han rebut la denominació de planetes nans, gairebé un centenar són centaures i diversos centenars tenen l'òrbita més enllà de Neptú (objectes transneptunians). La majoria dels planetes menors són normals i no són especialment significatius. Per una llista reduïda amb dels planetes menors més importants vegeu Llista dels principals asteroides.

## Llista de planetes menors

### 1 a 100.000
- 1-1000
- 1001-2000
- 2001-3000
- 3001-4000
- 4001-5000
- 5001-6000
- 6001-7000
- 7001-8000
- 8001-9000
- 9001-10000
- 10001-11000
- 11001-12000
- 12001-13000
- 13001-14000
- 14001-15000
- 15001-16000
- 16001-17000
- 17001-18000
- 18001-19000
- 19001-20000
- 20001-21000
- 21001-22000
- 22001-23000
- 23001-24000
- 24001-25000
- 25001-26000
- 26001-27000
- 27001-28000
- 28001-29000
- 29001-30000
- 30001-31000
- 31001-32000
- 32001-33000
- 33001-34000
- 34001-35000
- 35001-36000
- 36001-37000
- 37001-38000
- 38001-39000
- 39001-40000
- 40001-41000
- 41001-42000
- 42001-43000
- 43001-44000
- 44001-45000
- 45001-46000
- 46001-47000
- 47001-48000
- 48001-49000
- 49001-50000
- 50001-51000
- 51001-52000
- 52001-53000
- 53001-54000
- 54001-55000
- 55001-56000
- 56001-57000
- 57001-58000
- 58001-59000
- 59001-60000
- 60001-61000
- 61001-62000
- 62001-63000
- 63001-64000
- 64001-65000
- 65001-66000
- 66001-67000
- 67001-68000
- 68001-69000
- 69001-70000
- 70001-71000
- 71001-72000
- 72001-73000
- 73001-74000
- 74001-75000
- 75001-76000
- 76001-77000
- 77001-78000
- 78001-79000
- 79001-80000
- 80001-81000
- 81001-82000
- 82001-83000
- 83001-84000
- 84001-85000
- 85001-86000
- 86001-87000
- 87001-88000
- 88001-89000
- 89001-90000
- 90001-91000
- 91001-92000
- 92001-93000
- 93001-94000
- 94001-95000
- 95001-96000
- 96001-97000
- 97001-98000
- 98001-99000
- 99001-100000

### De 100.001 a 200.000
- 100001-101000
- 101001-102000
- 102001-103000
- 103001-104000
- 104001-105000
- 105001-106000
- 106001-107000
- 107001-108000
- 108001-109000
- 109001-110000
- 110001-111000
- 111001-112000
- 112001-113000
- 113001-114000
- 114001-115000
- 115001-116000
- 116001-117000
- 117001-118000
- 118001-119000
- 119001-120000
- 120001-121000
- 121001-122000
- 122001-123000
- 123001-124000
- 124001-125000
- 125001-126000
- 126001-127000
- 127001-128000
- 128001-129000
- 129001-130000
- 130001-131000
- 131001-132000
- 132001-133000
- 133001-134000
- 134001-135000
- 135001-136000
- 136001-137000
- 137001-138000
- 138001-139000
- 139001-140000
- 140001-141000
- 141001-142000
- 142001-143000
- 143001-144000
- 144001-145000
- 145001-146000
- 146001-147000
- 147001-148000
- 148001-149000
- 149001-150000
- 150001-151000
- 151001-152000
- 152001-153000
- 153001-154000
- 154001-155000
- 155001-156000
- 156001-157000
- 157001-158000
- 158001-159000
- 159001-160000
- 160001-161000
- 161001-162000
- 162001-163000
- 163001-164000
- 164001-165000
- 165001-166000
- 166001-167000
- 167001-168000
- 168001-169000
- 169001-170000
- 170001-171000
- 171001-172000
- 172001-173000
- 173001-174000
- 174001-175000
- 175001-176000
- 176001-177000
- 177001-178000
- 178001-179000
- 179001-180000
- 180001-181000
- 181001-182000
- 182001-183000
- 183001-184000
- 184001-185000
- 185001-186000
- 186001-187000
- 187001-188000
- 188001-189000
- 189001-190000
- 190001-191000
- 191001-192000
- 192001-193000
- 193001-194000
- 194001-195000
- 195001-196000
- 196001-197000
- 197001-198000
- 198001-199000
- 199001-200000

### De 200.001 a 300.000
- 200001-201000
- 201001-202000
- 202001-203000
- 203001-204000
- 204001-205000
- 205001-206000
- 206001-207000
- 207001-208000
- 208001-209000
- 209001-210000
- 210001-211000
- 211001-212000
- 212001-213000
- 213001-214000
- 214001-215000
- 215001-216000
- 216001-217000
- 217001-218000
- 218001-219000
- 219001-220000
- 220001-221000
- 221001-222000
- 222001-223000
- 223001-224000
- 224001-225000
- 225001-226000
- 226001-227000
- 227001-228000
- 228001-229000
- 229001-230000
- 230001-231000
- 231001-232000
- 232001-233000
- 233001-234000
- 234001-235000
- 235001-236000
- 236001-237000
- 237001-238000
- 238001-239000
- 239001-240000
- 240001-241000
- 241001-242000
- 242001-243000
- 243001-244000
- 244001-245000
- 245001-246000
- 246001-247000
- 247001-248000
- 248001-249000
- 249001-250000
- 250001-251000
- 251001-252000
- 252001-253000
- 253001-254000
- 254001-255000
- 255001-256000
- 256001-257000
- 257001-258000
- 258001-259000
- 259001-260000
- 260001-261000
- 261001-262000
- 262001-263000
- 263001-264000
- 264001-265000
- 265001-266000
- 266001-267000
- 267001-268000
- 268001-269000
- 269001-270000
- 270001-271000
- 271001-272000
- 272001-273000
- 273001-274000
- 274001-275000
- 275001-276000
- 276001-277000
- 277001-278000
- 278001-279000
- 279001-280000
- 280001-281000
- 281001-282000
- 282001-283000
- 283001-284000
- 284001-285000
- 285001-286000
- 286001-287000
- 287001-288000
- 288001-289000
- 289001-290000
- 290001-291000
- 291001-292000
- 292001-293000
- 293001-294000
- 294001-295000
- 295001-296000
- 296001-297000
- 297001-298000
- 298001-299000
- 299001-200000

### De 300.001 a 400.000
- 300001-301000
- 301001-302000
- 302001-303000
- 303001-304000
- 304001-305000
- 305001-306000
- 306001-307000
- 307001-308000
- 308001-309000
- 309001-310000
- 310001-311000
- 311001-312000
- 312001-313000
- 313001-314000
- 314001-315000
- 315001-316000
- 316001-317000
- 317001-318000
- 318001-319000
- 319001-320000
- 320001-321000
- 321001-322000
- 322001-323000
- 323001-324000
- 324001-325000
- 325001-326000
- 326001-327000
- 327001-328000
- 328001-329000
- 329001-330000
- 330001-331000
- 331001-332000
- 332001-333000
- 333001-334000
- 334001-335000
- 335001-336000
- 336001-337000
- 337001-338000
- 338001-339000
- 339001-340000
- 340001-341000
- 341001-342000
- 342001-343000
- 343001-344000
- 344001-345000
- 345001-346000
- 346001-347000
- 347001-348000
- 348001-349000
- 349001-350000
- 350001-351000
- 351001-352000
- 352001-353000
- 353001-354000
- 354001-355000
- 355001-356000
- 356001-357000
- 357001-358000
- 358001-359000
- 359001-360000
- 360001-361000
- 361001-362000
- 362001-363000
- 363001-364000
- 364001-365000
- 365001-366000
- 366001-367000
- 367001-368000
- 368001-369000
- 369001-370000
- 370001-371000
- 371001-372000
- 372001-373000
- 373001-374000
- 374001-375000
- 375001-376000
- 376001-377000
- 377001-378000
- 378001-379000
- 379001-380000
- 380001-381000
- 381001-382000
- 382001-383000
- 383001-384000
- 384001-385000
- 385001-386000
- 386001-387000
- 387001-388000
- 388001-389000
- 389001-390000
- 390001-391000
- 391001-392000
- 392001-393000
- 393001-394000
- 394001-395000
- 395001-396000
- 396001-397000
- 397001-398000
- 398001-399000
- 399001-400000

### De 400.000 a 500.000
- 400001-401000
- 401001-402000
- 402001-403000
- 403001-404000
- 404001-405000
- 405001-406000
- 406001-407000
- 407001-408000
- 408001-409000
- 409001-410000
- 410001-411000
- 411001-412000
- 412001-413000
- 413001-414000
- 414001-415000
- 415001-416000
- 416001-417000
- 417001-418000
- 418001-419000
- 419001-420000
- 420001-421000
- 421001-422000
- 422001-423000
- 423001-424000
- 424001-425000
- 425001-426000
- 426001-427000
- 427001-428000
- 428001-429000
- 429001-430000
- 430001-431000
- 431001-432000
- 432001-433000
- 433001-434000
- 434001-435000
- 435001-436000
- 436001-437000
- 437001-438000
- 438001-439000
- 439001-440000
- 440001-441000
- 441001-442000
- 442001-443000
- 443001-444000
- 444001-445000
- 445001-446000
- 446001-447000
- 447001-448000
- 448001-449000
- 449001-450000
- 450001-451000
- 451001-452000
- 452001-453000
- 453001-454000
- 454001-455000
- 455001-456000
- 456001-457000
- 457001-458000
- 458001-459000
- 459001-460000
- 460001-461000
- 461001-462000
- 462001-463000
- 463001-464000
- 464001-465000
- 465001-466000
- 466001-467000
- 467001-468000
- 468001-469000
- 469001-470000
- 470001-471000
- 471001-472000
- 472001-473000
- 473001-474000
- 474001-475000
- 475001-476000
- 476001-477000
- 477001-478000
- 478001-479000
- 479001-480000
- 480001-481000
- 481001-482000
- 482001-483000
- 483001-484000
- 484001-485000
- 485001-486000
- 486001-487000
- 487001-488000
- 488001-489000
- 489001-490000
- 490001-491000
- 491001-492000
- 492001-493000
- 493001-494000
- 494001-495000
- 495001-496000
- 496001-497000
- 497001-498000
- 498001-499000
- 499001-500000

### De 500.000 a 600.000
- 500001-501000
- 501001-502000
- 502001-503000
- 503001-504000
- 504001-505000
- 505001-506000
- 506001-507000
- 507001-508000
- 508001-509000
- 509001-510000
- 510001-511000
- 511001-512000
- 512001-513000
- 513001-514000
- 514001-515000
- 515001-516000
- 516001-517000
- 517001-518000
- 518001-519000
- 519001-520000
- 520001-521000
- 521001-522000
- 522001-523000
- 523001-524000
- 524001-525000
- 525001-526000
- 526001-527000
- 527001-528000
- 528001-529000
- 529001-530000
- 530001-531000
- 531001-532000
- 532001-533000
- 533001-534000
- 534001-535000
- 535001-536000
- 536001-537000
- 537001-538000
- 538001-539000
- 539001-540000
- 540001-541000
- 541001-542000
- 542001-543000
- 543001-544000
- 544001-545000
- 545001-546000
- 546001-547000
- 547001-548000
- 548001-549000
- 549001-550000
- 550001-551000
- 551001-552000
- 552001-553000
- 553001-554000
- 554001-555000
- 555001-556000
- 556001-557000
- 557001-558000
- 558001-559000
- 559001-560000
- 560001-561000
- 561001-562000
- 562001-563000
- 563001-564000
- 564001-565000
- 565001-566000
- 566001-567000
- 567001-568000
- 568001-569000
- 569001-570000
- 570001-571000
- 571001-572000
- 572001-573000
- 573001-574000
- 574001-575000
- 575001-576000
- 576001-577000
- 577001-578000
- 578001-579000
- 579001-580000
- 580001-581000
- 581001-582000
- 582001-583000
- 583001-584000
- 584001-585000
- 585001-586000
- 586001-587000
- 587001-588000
- 588001-589000
- 589001-590000
- 590001-591000
- 591001-592000
- 592001-593000
- 593001-594000
- 594001-595000
- 595001-596000
- 596001-597000
- 597001-598000
- 598001-599000
- 599001-500000

## Descobriments
El Minor Planet Center (MPC) acredita més de 1000 astrònoms professionals i aficionats com descobridors de planetes menors. Molts d'ells han descobert només uns pocs planetes menors o, fins i tot, només han sigut co-descobridors d'un de sol. D'altra banda un descobridor no necessita ser un ésser humà; hi ha al voltant de 300 programes de recerca i observatoris acreditats com descobridors. Entre ells, un petit grup de programes de recerca dels Estats Units d'Amèrica en realitat representen la major part de tots els descobriments realitzats fins al moment (veure la gràfica de la part inferior). A mesura que el total de planetes menors numerats està creixent per milers sobre una base mensual, totes les xifres estadístiques estan canviant constantment.
| Descobridor         | Nombre d'asteroides descoberts |
| ------------------- | ------------------------------ |
| LINEAR :            | 146.844                        |
| Spacewatch :        | 123.523                        |
| Mt. Lemmon Survey : | 46.482                         |
| NEAT :              | 40.706                         |
| CSS :               | 24.521                         |
| LONEOS :            | 21.692                         |
| PLS :               | 4.639                          |
| Eric Walter Elst :  | 3.865                          |
| SSS :               | 2.645                          |
| Observatori Wise :  | 2.544                          |
| Altres :            | 51.814                         |

## Convencions de numeració i anomenació
L'organisme internacional que és responsable de batejar i catalogar els planetes menors és el Minor Planet Center (MPC), que forma part de la Unió Astronòmica Internacional.
Quan un planeta menor és descobert rep un nom provisional (com «1989 AC»), format per l'any del descobriment i una sèrie de dues lletres (i si cal també una o més xifres). Concretament, després de l'any s'afegeixen dues lletres que indiquen: la primera, la quinzena del descobriment i la segona, la seqüència dins de la quinzena. Es comença per AA, es continua fins a AZ i després es passa a AA1, AB1, AC1 i es continua fins a on calgui. D'aquesta manera «1989 AC» indica que va ser el tercer (C) planeta menor descobert durant la primera quinzena de gener (A) de 1989.
Una vegada que l'òrbita s'ha establert amb la suficient precisió per poder predir la seva futura trajectòria, se'ls assigna un número (com 4179), no necessàriament per l'ordre en què van ser descoberts i, més tard i de forma opcional, un nom permanent triat pel descobridor i aprovat per un comitè de la Unió Astronòmica Internacional (com «4179 Toutatis» o el «274301 Wikipedia»).

Planetes menors total, numerats i anomenats des del 1995 fins al 2014.

Actualment, un planeta menor només rep un número seqüencial després que la seva òrbita sigui detallada amb precisió. Els planetes menors amb òrbites que encara no es coneixen amb precisió són coneguts per la seva designació provisional. Aquesta regla no va ser necessàriament seguida en temps antics i alguns planetes menors varen rebre un número però essent més tard «perduts». Tots ells han estat recuperats; l'últim planeta menor «perdut» enumerat va ser el 719 Albert.
Per les raons ja esmentades, la seqüència de nombres només es correspon parcialment amb el moment de descobriment. En casos extrems, com amb els planetes «perduts», hi pot haver una divergència considerable: per exemple, el (69230) Hermes va ser descobert originalment el 1937 però va estar perdut fins al 2003. Només després de ser recuperat es va poder establir la seva òrbita atorgant-li un número. Abans d'això, va ser simplement conegut com a 1937 UB (la seva designació provisional).
Només després d'haver tingut assignat un número un planeta menor pot rebre un nom. Durant diversos anys, Hermes va ser una estranya excepció de planeta menor no enumerat amb un nom.
Normalment, el descobridor triga qüestió de deu anys en oficialitzar el nom; alguns planetes menors romanen sense nom. Especialment cap a finals del segle xx, amb els descobriments automatitzats a gran escala de programes com el LINEAR, la quantitat de descobriments s'ha incrementat moltíssim, de manera que tot fa pensar que un gran nombre dels planetes menors que s'estan descobrint actualment romandran sense ser batejats.
En estranys casos, un objecte molt inusual pot rebre un nom no oficial abans del número. Un exemple recent és el Sedna, que oficialment només tenia el nom sistemàtic «2003 VB₁₂» abans de ser enumerat (amb el 90377) i, poc després, anomenat el setembre del 2004.
Altres casos estranys són els planetes menors descoberts de ja fa molt de temps i que encara no tenen cap número assignat. El més antic és el 1927 LA.